# Lamin Jallow
Lamin Jallow (* 18. Dezember 1995 in Banjul) ist ein gambischer Fußballspieler, der als rechter Flügelspieler für den algerischen Verein CR Belouizdad und die gambische Nationalmannschaft spielt.

## Vereinskarriere
Jallow wurde in Banjul geboren und hat für Real de Banjul, Chievo Verona, Cittadella, Trapani und Salernitana gespielt. Am 31. Januar 2019 kaufte Salernitana seine Rechte von Chievo Verona, nachdem er in der ersten Hälfte der Saison 2018/19 auf Leihbasis für sie gespielt hatte, und unterzeichnete einen Viereinhalbjahresvertrag. Am 30. September 2020 unterzeichnete er einen Dreijahresvertrag bei Vicenza. Am 12. August 2021 wechselte er auf Leihbasis mit Kaufoption zu Fehérvár nach Ungarn. Am 11. August 2022 wechselte Jallow mit einem Zweijahresvertrag zu Adanaspor in die Türkei. Am 22. August 2023 wechselte er zum algerischen Verein CR Belouizdad.

## Internationale Karriere
Sein Länderspieldebüt gab er 2016 für Gambia. Er spielte beim Afrika-Cup 2022, dem ersten kontinentalen Turnier seiner Nationalmannschaft, bei dem sie das Viertelfinale erreichten.